# روبن شیپ
روبن شیپ (انگلیسی: Reuben Ship؛ ‏ ۱۸ اکتبر ۱۹۱۵ – ۲۳ اوت ۱۹۷۵) نویسنده اهل کانادا بود.
از فیلم‌هایی که وی در آن‌ها نقش داشته‌است، می‌توان به مرد نادرستی بود و دختری در قایق اشاره نمود.